# Alexander Douglas-Hamilton, XVI duca di Hamilton
Alexander Douglas Douglas-Hamilton, XVI duca di Hamilton e XIII duca di Brandon (Edimburgo, 31 marzo 1978), è un nobile scozzese.

## Biografia

### Infanzia ed educazione
È figlio di Angus Douglas-Hamilton, XV duca di Hamilton, e della sua prima moglie, Sarah Scott. È stato educato alla Keil School di Dumbarton e alla Gordonstoun School in Scozia.

### Duca di Hamilton

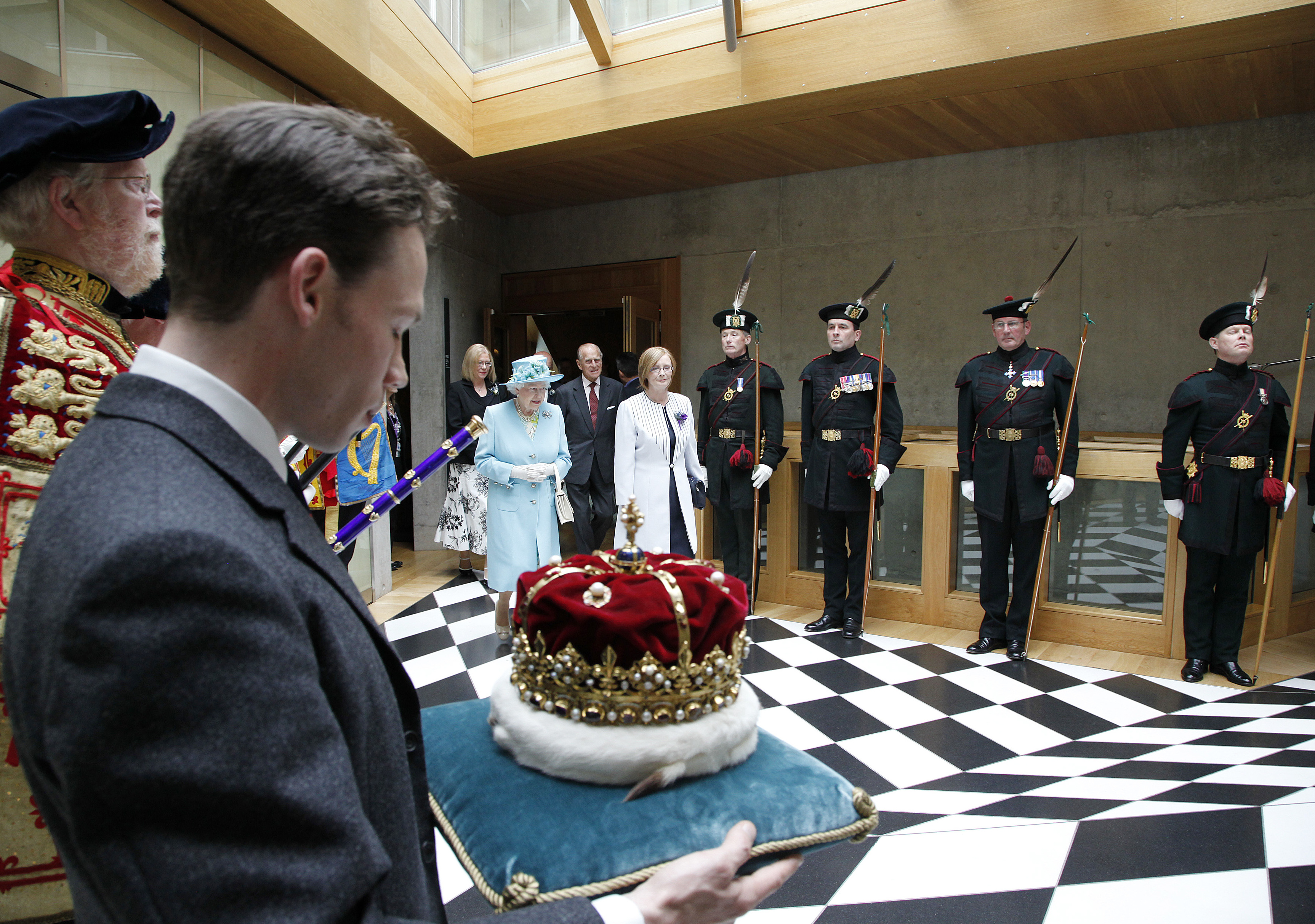
Il Duca mentre regge la corona di Scozia, in presenza della regina Elisabetta II, all'apertura del parlamento scozzese nel luglio 2011

Dopo la morte di suo padre, il 5 giugno 2010, divenne il sedicesimo duca di Hamilton e il tredicesimo duca di Brandon. È il custode ereditario del palazzo di Holyroodhouse. La sede dei Duchi di Hamilton è la Lennoxlove House, che sostituisce l'ormai demolito Hamilton Palace.
In qualità di latore ereditario della Corona di Scozia, ufficio proprio della sua famiglia, ha depositato la medesima sul feretro delle defunta regina Elisabetta II in occasione della veglia nella cattedrale di St. Gilles in Edimburgo il 12 settembre 2022.

### Matrimonio

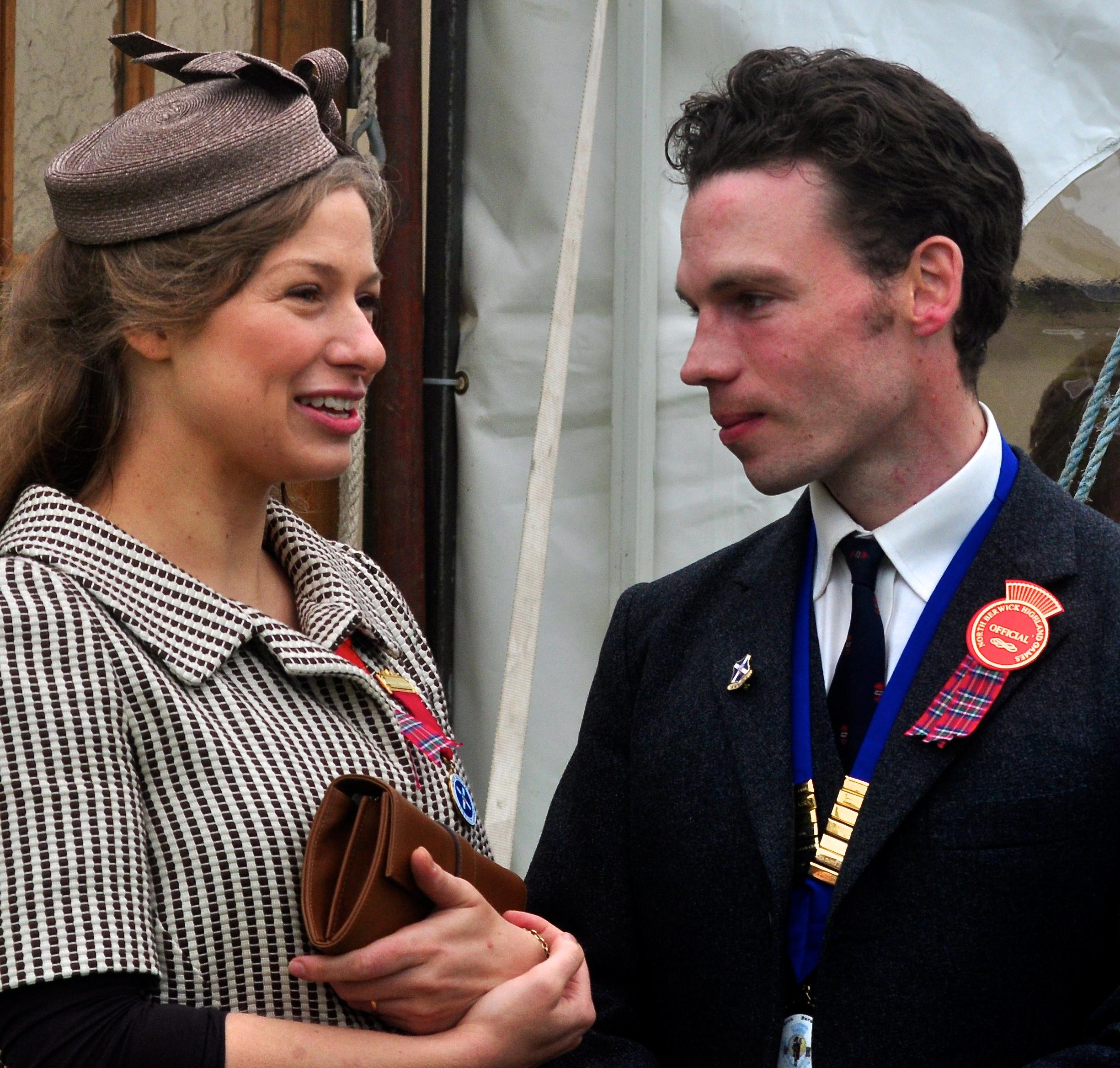
Alexander Douglas-Hamilton con la moglie Sophie nell'agosto 2012

Il 7 maggio 2011, ha sposato Sophie Ann Rutherford (nata l'8 dicembre 1976) a Edimburgo. È interior designer e figlia di Hubert A. J. Rutherford (nato nel 1940), di Roxburghshire, e Isabel W. Taylor, di Edimburgo. Testimone di nozze era il fratello minore del duca, Lord John Douglas-Hamilton, che all'epoca era il suo erede presunto. La coppia ha tre figli.

## Discendenza
Dal matrimonio tra Alexander e Sophie Rutherford sono nati:
- Lord Douglas Charles Douglas-Hamilton, marchese di Douglas e Clydesdale (nato il 9 luglio 2012);
- Lord William Frederick Douglas-Hamilton (nato l'11 maggio 2014);
- Lord Basil George Douglas-Hamilton (nato il 4 aprile 2016).

## Ascendenza
|                                                     |                                 |                                             | Genitori                                        |  |  | Nonni |  |  | Bisnonni                                          |  |  | Trisnonni                          |  |
|                                                     |                                 |                                             |                                                 |  |  |       |  |  | 8. Alfred Douglas-Hamilton, XIII duca di Hamilton |  |  | 16. Charles Henry Douglas-Hamilton |  |
|                                                     |                                 |                                             |                                                 |  |  |       |  |  | 8. Alfred Douglas-Hamilton, XIII duca di Hamilton |  |  | 16. Charles Henry Douglas-Hamilton |  |
|                                                     |                                 | 17. Elizabeth Anne Hill                     |                                                 |  |  |       |  |  | 8. Alfred Douglas-Hamilton, XIII duca di Hamilton |  |  |                                    |  |
| 4. Douglas Douglas-Hamilton, XIV duca di Hamilton   |                                 |                                             |                                                 |  |  |       |  |  | 8. Alfred Douglas-Hamilton, XIII duca di Hamilton |  |  |                                    |  |
|                                                     |                                 | 9. Nina Poore                               | 18. Robert Poore                                |  |  |       |  |  |                                                   |  |  |                                    |  |
|                                                     |                                 | 9. Nina Poore                               | 18. Robert Poore                                |  |  |       |  |  |                                                   |  |  |                                    |  |
|                                                     |                                 | 9. Nina Poore                               | 19. Juliana Benita Lowry-Corry                  |  |  |       |  |  |                                                   |  |  |                                    |  |
| 2. Angus Douglas-Hamilton, XV duca di Hamilton      |                                 | 9. Nina Poore                               |                                                 |  |  |       |  |  |                                                   |  |  |                                    |  |
|                                                     |                                 | 10. Alan Percy, VIII duca di Northumberland | 20. Henry Percy, VII duca di Northumberland     |  |  |       |  |  |                                                   |  |  |                                    |  |
|                                                     |                                 | 10. Alan Percy, VIII duca di Northumberland | 20. Henry Percy, VII duca di Northumberland     |  |  |       |  |  |                                                   |  |  |                                    |  |
|                                                     |                                 | 10. Alan Percy, VIII duca di Northumberland | 21. Edith Campbell                              |  |  |       |  |  |                                                   |  |  |                                    |  |
| 5. Elizabeth Percy                                  |                                 | 10. Alan Percy, VIII duca di Northumberland |                                                 |  |  |       |  |  |                                                   |  |  |                                    |  |
|                                                     |                                 | 11. Helen Gordon-Lennox                     | 22. Charles Gordon-Lennox, VII duca di Richmond |  |  |       |  |  |                                                   |  |  |                                    |  |
|                                                     |                                 | 11. Helen Gordon-Lennox                     | 22. Charles Gordon-Lennox, VII duca di Richmond |  |  |       |  |  |                                                   |  |  |                                    |  |
|                                                     |                                 | 11. Helen Gordon-Lennox                     | 23. Isabel Sophie Craven                        |  |  |       |  |  |                                                   |  |  |                                    |  |
| 1. Alexander Douglas-Hamilton, XVI duca di Hamilton |                                 | 11. Helen Gordon-Lennox                     |                                                 |  |  |       |  |  |                                                   |  |  |                                    |  |
|                                                     | 12. Walter Scott, III baronetto | 24. Joseph Samuel Scott                     |                                                 |  |  |       |  |  |                                                   |  |  |                                    |  |
|                                                     | 12. Walter Scott, III baronetto | 24. Joseph Samuel Scott                     |                                                 |  |  |       |  |  |                                                   |  |  |                                    |  |
|                                                     | 12. Walter Scott, III baronetto | 25. Mary Hannah Oswald                      |                                                 |  |  |       |  |  |                                                   |  |  |                                    |  |
| 6. Walter Scott, IV baronetto                       | 12. Walter Scott, III baronetto |                                             |                                                 |  |  |       |  |  |                                                   |  |  |                                    |  |
|                                                     |                                 | 13. Nancie Margaret March                   | 26. Samuel Herbert March                        |  |  |       |  |  |                                                   |  |  |                                    |  |
|                                                     |                                 | 13. Nancie Margaret March                   | 26. Samuel Herbert March                        |  |  |       |  |  |                                                   |  |  |                                    |  |
|                                                     |                                 | 13. Nancie Margaret March                   | …                                               |  |  |       |  |  |                                                   |  |  |                                    |  |
| 3. Sarah Jane Scott                                 |                                 | 13. Nancie Margaret March                   |                                                 |  |  |       |  |  |                                                   |  |  |                                    |  |
|                                                     |                                 | 14. James Richard Owen                      | 28. David Price Haig                            |  |  |       |  |  |                                                   |  |  |                                    |  |
|                                                     |                                 | 14. James Richard Owen                      | 28. David Price Haig                            |  |  |       |  |  |                                                   |  |  |                                    |  |
|                                                     |                                 | 14. James Richard Owen                      | 29. Edith Mary Wacher                           |  |  |       |  |  |                                                   |  |  |                                    |  |
| 7. Diana Maria Owen                                 |                                 | 14. James Richard Owen                      |                                                 |  |  |       |  |  |                                                   |  |  |                                    |  |
|                                                     |                                 | 15. Enid Mary Haig                          | …                                               |  |  |       |  |  |                                                   |  |  |                                    |  |
|                                                     |                                 | 15. Enid Mary Haig                          | …                                               |  |  |       |  |  |                                                   |  |  |                                    |  |
|                                                     |                                 | 15. Enid Mary Haig                          | …                                               |  |  |       |  |  |                                                   |  |  |                                    |  |
|                                                     |                                 | 15. Enid Mary Haig                          |                                                 |  |  |       |  |  |                                                   |  |  |                                    |  |

## Titoli e trattamento
- 31 marzo 1978 - 5 giugno 2010: The Right Honourable, il Marchese di Douglas e Clydesdale
- 5 giugno 2010 - attuale: Sua Grazia, il Duca di Hamilton e Brandon

Ha ereditato i titoli di Duca di Hamilton, Marchese di Douglas, Marchese di Clydesdale, Conte d'Angus, Conte di Lanark, Conte di Arran e Cambridge, Lord Abernethy, Lord Machanshyre e Polmont e Lord Aven e Innerdale nella Paria di Scozia e Duca di Brandon e Barone Dutton, nella Paria di Gran Bretagna.